# Achille d'Alexandrie
Achille d'Alexandrie ou Achillas est le 18e patriarche d'Alexandrie de 312 à 313.

## Biographie
Achille naît à Alexandrie. Il est réputé pour ses connaissances et sa piété, ce qui incite Théonas d'Alexandrie à l'ordonner prêtre et à la nommer à la tête de l’École théologique d'Alexandrie après le départ de Pierre le Martyr (en). Il était apparemment très qualifié pour cette fonction du fait de ses connaissances en philosophie grecque et en théologie, car Athanase d'Alexandrie le décrira plus tard comme « Achillas le Grand »,,.
Sur la recommandation de Pierre d'Alexandrie, il est désigné patriarche en décembre (Khoiak) 312 après J.-C. ; à la suite du martyr de Pierre pendant la persécution de Dioclétien. Certaines sources indiquent qu'Achille, en tant qu'évêque a ordonné prêtre Arius, qui plus tard sera le promoteur de l'Arianisme. Mais d'autres contestent cette affirmation du fait du manque de sources anciennes. Achillas meurt quelques mois après son arrivée sur le siège épiscopal, le 19e de Payni, soit le 26 juin 313,. Face à l'attitude intransigeante de Melitios de Lycopolis concernant l'attitude à avoir face aux lapsis (et au schisme provoqué par Melitios), Achille défend une position modérée de réconciliation et de pardon.
Après sa mort Arius s'autoproclame évêque d’Alexandrie mais le clergé et la population choisissent Alexandre à sa place.

### Source
- (en) « Achillas (311–313) », Official web site of the Greek Orthodox Patriarchate of Alexandria and All Africa (consulté le 22 février 2022)